# KGB (Band)
KGB war eine kurzlebige amerikanische Rockband, eine der späten Supergruppen der 1970er. Der Name setzt sich aus den Anfangsbuchstaben der drei Hauptakteure zusammen, Ray Kennedy (Gesang), Barry Goldberg (Keyboards) und Mike Bloomfield (Gitarre); Goldberg und Bloomfield hatten zuvor bei The Electric Flag zusammen gespielt.
Als Rhythmussektion gehörten dazu Ric Grech (Bass, vormals Family, Blind Faith und Traffic) und Carmine Appice (Schlagzeug, vormals Vanilla Fudge, Beck, Bogert & Appice).
Die Mitglieder von KGB (bisweilen auch K.G.B. geschrieben) erhielten 1975 von der Plattenfirma MCA hochdotierte Verträge zur Gründung einer Supergruppe. Das Debüt-Album mit dem Titel KGB (in der Besetzung Appice, Grech, Goldberg, Bloomfield und Kennedy) wurde 1975 veröffentlicht, floppte jedoch sowohl bei den Kritikern als auch bei den Käufern. Das Musikmagazin Sounds bemängelte, dass bei der Gruppe eine musikalische Interessengemeinschaft fehlt. 1976 erschien das zweite Album Motion  mit Appice, Goldberg, Kennedy, Ben Schultz und Gregg Sutton. Mike Bloomfield weigerte sich, nach Los Angeles zu reisen, wo die Aufnahmen stattfanden; sein Beitrag wurde in Sausalito aufgenommen und dazugemischt. In einem Interview äußerte er sich abfällig über das Projekt, das damit nach 18 Monaten ein vorzeitiges Ende fand.

## Diskografie
- 1975: KGB MCA 2166 #124 in den Billboard Top-200-Album-Charts
- 1976: Motion MCA 2221